# 岩間伸之
岩間 伸之（いわま のぶゆき、1965年7月16日 - 2017年3月2日）は、日本の社会福祉学者、大阪市立大学生活科学部人間福祉学科教授。

## 来歴
- 兵庫県に生まれる。
- 同志社大学大学院文学研究科社会福祉学専攻博士後期課程修了。博士（社会福祉学）、社会福祉士。
- 同志社大学入学と同時に、社会福祉法人京都障害児福祉協会の専属ボランティアとして、法人の行う療育キャンプ事業「きゅうそキャンプ」のキャンプリーダーとして活動。
- ソーシャルワーク理論に関する研究の他、特定非営利活動法人「西成後見の会」代表理事であった。
- 日本社会福祉実践理論学会学術奨励賞('03)を受賞。

## 著書
- 岩間伸之(2000)『ソーシャルワークにおける媒介実践論研究』中央法規出版（単著）
- 岩間伸之(2005)『援助を深める事例研究の方法－対人援助のためのケースカンファレンス－（第2版）』ミネルヴァ書房（単著）
- 岩間伸之(2004)『ワークブック社会福祉援助技術演習4 グループワーク』ミネルヴァ書房（単著）
- 黒木保博・横山穰・水野良也・岩間伸之(2001)『グループワークの専門技術－対人援助のための77の方法－』中央法規出版（共著）
- 大塚達雄・井垣章二・沢田健次郎・山辺朗子(編)(1994)『ソーシャル・ケースワーク論－社会福祉実践の基礎－』ミネルヴァ書房（共同執筆）
- L.C.ジョンソン・S.J.ヤンカ(著)山辺朗子・岩間伸之(共訳)(2004)『 ジェネラリスト・ソーシャルワーク』ミネルヴァ書房